# Turinge och Vidbynäs
Turinge och Vidbynäs är sedan 2018 en av SCB avgränsad tätort  norr och nordväst om och omkring Turinge kyrka i Turinge distrikt (Turinge socken) i Nykvarns kommun, Stockholms län. 
Delar av bebyggelsen ingick före 2018 i småorterna Vidbynäs och Berga södra och Fjället, medan bebyggelsen omkring kyrkan före 2018 låg utanför små- och tätortsavgränsningar.